# (Don't Fear) The Reaper
«(Don't Fear) The Reaper» —en español: «(No le temas) a la muerte»— es una canción de la banda estadounidense Blue Öyster Cult incluida en su álbum Agents of Fortune (1976). Su compositor fue el guitarrista del grupo, Donald «Buck Dharma» Roeser y David Lucas, Murray Krugman y Sandy Pearlman los que la produjeron. Está construida sobre el repetitivo riff de apertura de Dharma, mientras que sus letras tratan sobre el amor eterno y lo inevitable de la muerte. El guitarrista escribió la canción mientras imaginaba en su posible muerte.
El tema fue publicado como sencillo y se convirtió en el mayor éxito comercial de la agrupación tras alcanzar la duodécima posición del Billboard Hot 100 y la decimosexta del UK Singles Chart a finales de 1976. Por otra parte, las críticas recibidas fueron principalmente positivas y en 2004 fue elegida por la revista Rolling Stone como una de las 500 mejores canciones de todos los tiempos.
La letra habla sobre lo inevitable de la muerte y lo ridículo de temerla; fue escrita por Donald «Buck Dharma» Roeser cuando pensaba que sucedería en caso de morir a una edad temprana. El verso «Romeo and Juliet are together in eternity» —en español: Romeo y Julieta están juntos en la eternidad— llevó a muchos oyentes a interpretar la canción como un pacto suicida, sin embargo, Dharma alegó que la letra habla sobre el amor eterno y no sobre el suicidio. El guitarrista mencionó a Romeo y Julieta para describir a una pareja creyente de que volvería a encontrarse en el más allá. Dharma añadió además que 40 000 hombres y mujeres mueren cada día, no obstante este dato es erróneo, aproximadamente 140 000 personas fallecían cada día en 1976.

## Composición y grabación
«(Don't Fear) The Reaper» fue compuesta y cantada por Buck Dharma y producida por David Lucas, Murray Krugman y Sandy Pearlman. Su riff de guitarra está basado en una progresión de acordes i-VII-VI en una escala de La menor. 
Dharma utilizó la guitarra Gibson ES-175 de Krugman y un amplificador Music Man 410 para la grabación del riff, mientras que para grabar su voz empleó un micrófono Telefunken U47. El solo y la guitarra rítmica fueron grabados en una sola toma con la amplificación de una máquina de cuatro pistas.
La canción incluye también el sonido de un cencerro. Según el bajista Joe Bouchard, el productor David Lucas pidió a su hermano, el batería Albert Bouchard, que tocara el cencerro: «Albert pensaba que estaba loco pero aún así lo tocó». Sin embargo, de acuerdo con David Lucas y el guitarrista Eric Bloom, fue el primero quien tocó el cencerro en la pista.

## Recepción
La canción alcanzó el duodécima puesto del Billboard Hot 100 el 6 de noviembre de 1976 y se mantuvo en dicha lista durante veinte semanas. Este posicionamiento se convirtió en el mejor de la carrera de Blue Öyster Cult y ayudó a que el álbum Agents of Fortune llegara al vigésimo noveno lugar del Billboard 200. El tema tuvo un mayor impacto en la lista canadiense, donde se situó en el séptimo puesto. Por su parte, en el Reino Unido la canción fue publicada como sencillo en julio de 1976, pero no logró posicionarse en las listas; sin embargo, en mayo de 1978, una versión del tema sin editar lanzada como single alcanzó el décimo-sexto puesto del UK Singles Chart. 
La recepción crítica también sería positiva. Denise Sullivan de Allmusic elogió la «suave voz y la virtuosa guitarra» y el «inquietante intermedio que devuelve al oyente directamente al corazón de la canción una vez que el estruendo ya ha terminado». Nathan Beckett, autor del libro Complete UK Hit Singles 1952–2004 lo calificó como la «obra maestra» de Blue Öyster Cult y comparó las voces con las de The Beach Boys. 

## Covers
Un cover de la canción aparece durante los créditos finales del filme The Frighteners (Peter Jackson, 1996), cantada por la banda The Mutton Birds.
- Datos: Q2667755